# Blue Sky Rangers

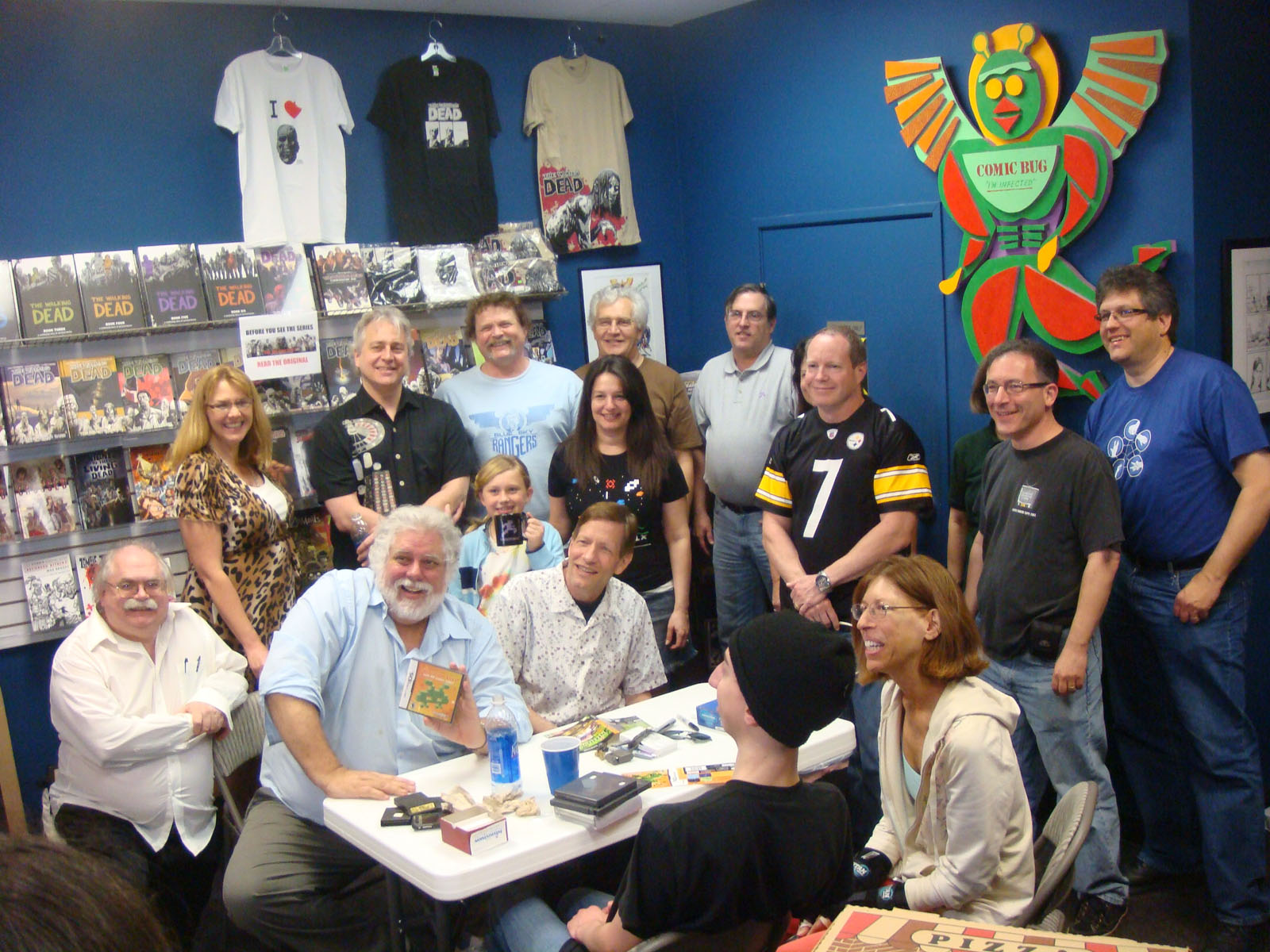
I Blue Sky Rangers, a Manhattan Beach, per il Comic Bug del 2011

I Blue Sky Rangers era un gruppo di programmatori dei giochi Intellivision che hanno lavorato per la Mattel nei primi anni ottanta.

## Storia
Quando l'Intellivision uscì nel 1980, i primi giochi erano stati realizzati tutti da una società esterna. Rendendosi conto che i profitti potenziali sarebbero stati maggiori con software di propria produzione, Mattel fondò il proprio gruppo di sviluppo software interno. I cinque membri originali della squadra furono il manager Gabriel Baum, Don Daglow, Rick Levine, Mike Minkoff e John Sohl. Levine e Minkoff (un veterano della Mattel), provenivano entrambi dal gruppo responsabile dei giochi elettronici portatili Mattel. Il team Mattel raggiunse il massimo di 110 persone nel 1983. Per evitare che i programmatori fossero allettati dalla rivale Atari, le loro identità e posto di lavoro furono un segreto custodito gelosamente.
Nel 1982, la rivista statunitense TV Guide pubblicò un articolo sulla squadra segreta dei programmatori Intellivision: il redattore dell'articolo voleva attribuire al gruppo un nome diverso da "The Application Software Programmers", così li battezzò "The Blue Sky Rangers". Questo nome era basato sui "Blue Sky Meetings" , che erano una serie di sessioni di brainstorming tenute dai programmatori per nuove idee di giochi.
Il nome funzionò, così in pubblico i programmatori furono (e ancora sono) riferiti come Blue Sky Rangers. Uno dei primi programmatori, Keith Robinson, ha riacquisito i diritti dell'Intellivision e i giochi dei Blue Sky Rangers sono ora disponibili su una varietà di computer e console da gioco, oltre che su telefonini cellulari.